# عباس أباد (زرين دشت)
عباس أباد (بالفارسية: عباس‌آباد) هي مستوطنة تقع في إيران في قسم زرين دشت الريفي. يقدر عدد سكانها بـ 1,835 نسمة .